# Ganisa cyanogrisea
Ganisa cyanogrisea är en fjärilsart som beskrevs av Clayton Dissinger Mell 1929. Ganisa cyanogrisea ingår i släktet Ganisa och familjen Eupterotidae. Inga underarter finns listade i Catalogue of Life.